# Alicomix

علی لرستانی‌پور (زاده ۱۳۶۹ در قم) با نام کاربری علی کامیکس، استریمر و تولیدکننده محتوای ایرانی در حوزه بازی‌های ویدیویی است. او بیشتر برای محتوای طنز و استریم‌های بازی‌های مختلف در آپارات شناخته می‌شود.

## زندگینامه
علی لرستانی‌پور زاده ۱۳۶۹ در قم چشم به جهان گشود.
او در جوانی به تهران مهاجرت کرد و پیش از ورود به فضای مجازی، در مشاغل مختلفی از جمله چاپ، کافی‌نت و پیک موتوری فعالیت داشت.

### فعالیت حرفه‌ای
علی کامیکس فعالیت حرفه‌ای خود را در سال ۱۳۹۸ با استریم بازی‌های ویدیویی در پلتفرم آپارات آغاز نمود. محتوای اولیهٔ او متمرکز بر گیم‌پلی بازی‌هایی نظیر جی‌تی‌ای، ماینکرفت و انواع بازی‌های شبیه‌ساز بود.
در ساله های ۱۴۰۰ و ۱۴۰۱ با بهره گیری از سرویس اشتراک ویدیو آپارات گیم به عرصه تولید محتوای گیمینگ وارد شد
انواع محتوا های اپلود شده 
- اجرای چالش‌های طنزآمیز در محیط بازی‌های ویدیویی
- همکاری با سایر چهره‌های شناخته‌شده این حوزه

### سبک محتوایی
سبک تولید محتوای علی کامیکس با ویژگی‌های زیر شناخته می‌شود:
- نقش‌آفرینی خلاقانه در محیط بازی‌هایی مانند گرند تفت اتو ۵
- ترکیب عناصر طنز با گیم‌پلی در بازی‌های شبیه‌ساز
- تعامل مستقیم و گسترده با بینندگان در طول پخش زنده

## گیم های برجسته
گیم های برجسته و پایه استریم علی کامیکس :
- GTA V (Fivem)
- RUST
- CSGO